# انتسو یاکتی
انتسو یاکتی (ایتالیایی: Enzo Iacchetti؛ زادهٔ ۳۱ اوت ۱۹۵۲) یک کمدین و بازیگر اهل ایتالیا است.
از فیلم‌ها یا برنامه‌های تلویزیونی که وی در آن نقش داشته‌است می‌توان به تیفوسی و دریای جنوب اشاره کرد.